# 羅茲廖特
51°42′25″N 33°8′17″E / 51.70694°N 33.13806°E
羅茲廖特（羅馬化：Rozlioty）是位於烏克蘭北部切爾尼希夫州諾夫霍羅德-錫韋爾斯基區波諾爾尼察的村莊，始建於1701年，面積2.74平方公里，海拔高度137米，2001年人口305，人口密度每平方公里111.5人。